# Antirrhinum martenii
Antirrhinum martenii är en grobladsväxtart som först beskrevs av Font Quer, och fick sitt nu gällande namn av Werner Hugo Paul Rothmaler. Antirrhinum martenii ingår i släktet lejongapssläktet, och familjen grobladsväxter. Inga underarter finns listade i Catalogue of Life.